# Бєлянський Віктор Петрович
Беля́нський Ві́ктор Петро́вич (рос. Беля́нский Ви́ктор Петро́вич; 20 лютого 1940 — 7 жовтня 1997) — вчений в галузі енергетики, доктор технічних наук, професор Київського міжнародного університету цивільної авіації. Лауреат Державної премії України в галузі науки і техніки (за 1995 рік).
Помер 7 жовтня 1997 року. Похований в Києві на Берковецькому кладовищі (ділянка № 81).

Могила Віктора Белянського